# 백자 청화칠보난초문 병
백자 청화칠보난초문 병(白磁 靑畵七寶蘭草文 甁)은 청화로 칠보난초문을 그려넣은, 조선 후기의 백자 병이다. 대한민국의 보물 제1058호로 지정되어 있다.

## 개요
팔각의 항아리와 긴 목을 지닌 병을 붙여 단정한 모습의 표주박형 병을 이룬 위에, 능숙한 필치의 칠보문과 난초문이 청백색의 유색과 잘 조화된 작품이다. 18세기 전반 광주의 금사리요에서 새로운 형태로 표주박형 병을 만든 작품으로 뛰어난 예이다.

## 모양
입 부분은 벌어져 말리고, 어깨에서 벌어져 몸통 아랫부분에서 중심을 이룬 병과 이음새의 돌대와 넓고 낮은 둥근 굽다리를 갖추었다.
문양은 밝은 청화로 병의 몸체에는 능숙한 필치의 칠보문을, 호의 몸체에는 난초문을 그렸다.
유색은 담청을 머금은 백자유를 전면에 칠하여 은은한 광택이 있다. 굽다리에는 가는 모래받침을 받쳐 구운 흔적이 남아 있다.